# 胞子紋

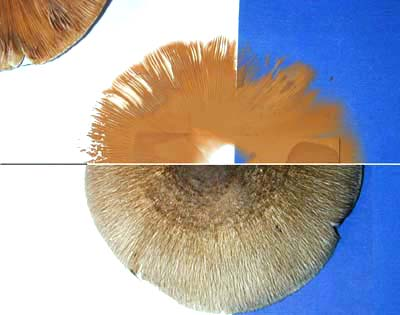
フクロタケの胞子紋

胞子紋（ほうしもん、spore print）とはキノコの胞子を紙の上に落下させてできる紋様のこと。成熟したキノコの子実体の傘を柄から切り離し、紙の上に置き、コップ等でふたをしておくと作ることが出来る。紙は胞子が白っぽいときは黒いものを、その他の場合は白いものを使うのが一般的である。胞子は一般的に夜明け頃が落下が多い。
キノコの同定に際して顕微鏡下で観察される胞子の形態、大きさ、色彩の他に、胞子の集団の肉眼的色彩も必要とされるため、採集したキノコから胞子紋を得ることが研究者や愛好家によって一般的に行われている。胞子の量によって多少色が異なって見えるので、胞子紋を同定に用いるときには注意が必要である。色を調べるには、反射光を分光光度計にかけ、吸光度を調べる方法が、数値化されることによって確実性は上がるはずであるが、菌類の分類学研究室やアマチュアの愛好家がそうした機器を持っていないことが多いこと、また、顕微鏡的形態など多くの同定に必要な形質の中の一つに過ぎないこともあり、実際はほとんどそうしたことは行われず、文献に記された色彩名と肉眼観察の照合に頼っている。